# گورستان پاسی

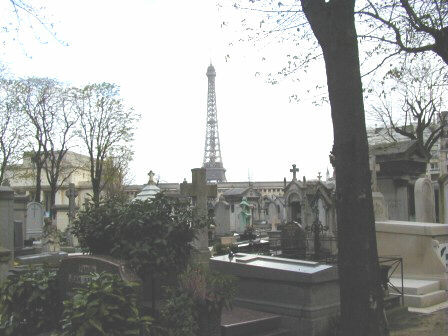

آرامستان پاسی (فرانسوی: Cimetière de Passy‎) گورستانی به مساحت ۱٫۷۵ هکتار در منطقهٔ ۱۶ شهر پاریس که در سال ۱۸۲۰ میلادی بنیاد نهاده شد.

## تاریخچه
آرامستان فعلی، جایگزینی است برای گورستان قبلی که در سال 1802 بسته شد. 
در اوایل قرن 19، به فرمان ناپلئون، امپراتور فرانسه، تمام قبرستان های پاریس جای خود را به چندین قبرستان بزرگ در نواحی خارج از پایتخت فرانسه دادند.

## مدفونان برجسته
- بائو دای (۱۹۱۳–۱۹۹۷), واپیسین امپراتور ویتنام
- ژان لویی بارو (۱۹۱۰–۱۹۹۴), هنرپیشه مرد و کارگردان؛ به همراه همسرش، هنرپیشه زن مدلن رنو به خاک سپرده شده‌است
- لوئیس- ارنست باریاس (۱۸۴۱–۱۹۰۵), مجسمه‌ساز
- Jeanne Julia Bartet (۱۸۵۴–۱۹۴۱), هنرپیشه زن
- ماری باشکیرتسف (۱۸۵۸–۱۸۸۴), هنرمند روسی famous for her published journal; آرامگاه وی is a recreation of her studio و has been declared a historical monument by the government of France
- Maurice Bellonte (1896-1983), pioneering aviator, as is his flight companion Dieudonné Costes
- James Gordon Bennett, Jr. (1848–1918), American newspaper publisher, ورزشکار
- تریستان برنار (۱۸۶۶–۱۹۴۷), نمایش‌نامه‌نویس و رمان‌نویس
- Henri Bernstein (۱۸۷۶–۱۹۵۳), هنرپیشه مرد
- ناتالیا براسوا (Natalia Sheremetyev-Romanov) (۱۸۸۰–۱۹۵۲), همسر Grand Duke Mikhail Romanov
- George, Count Brasov (۱۹۱۰–۱۹۳۱), پسر Grand Duke Mikhail Romanov و ناتالیا براسوا (Natalia Sheremetyev-Romanov)
- امانوئل، کنت دو لاکاز (۱۷۶۶–۱۸۴۲), تاریخ‌نگار
- Dieudonné Costes (۱۸۹۶–۱۹۷۳), پیشگان هوانوردی، as is his flight companion Maurice Bellonte
- Emmanuelle de Dampierre (1913–2012), نخستین همسر Infante Jaime, Duke of Segovia
- مارسل داسو (۱۸۹۲–۱۹۸۶), مهندس و بانی داسو اویاسیون
- کلود دبوسی (۱۸۶۲–۱۹۱۸), آهنگساز
- Maxime Dethomas (۱۸۶۷–۱۹۲۹), هنرمند
- فریده قطبی (۱۹۱۸–۲۰۰۰), مادر ملکهٔ سابق ایران، فرح پهلوی
- Ghislaine Dommanget (۱۹۰۰–۱۹۹۱), شاهزاده موناکو
- میشل دروآ (۱۹۲۳–۲۰۰۰), رمان‌نویس، عضو فرهنگستان فرانسه
- هنری فارمن (۱۸۷۴–۱۹۵۸), قهرمان دوچرخه سواری و هوانورد
- ادگار فور (۱۹۰۸–۱۹۸۸), سیاستمدار و مبارز مقاومت فرانسه در طی جنگ جهانی دوم
- گابریل فوره (۱۸۴۵–۱۹۲۴), آهنگساز
- فرناندل (۱۹۰۳–۱۹۷۱), هنرپیشه مرد کمدی
- موریس گاملین (۱۸۷۲–۱۹۵۸), فرمانده عالی نیروی زمینی فرانسه ۱۹۳۹–۱۹۴۰
- موریس ژنووا (۱۸۹۰–۱۹۸۰), رمان‌نویس
- رزموند ژرار (۱۸۷۱–۱۹۵۳), شاعر و نمایش‌نامه‌نویس
- کنستانتین ویرژیل گئورگیو، (۱۹۱۶–۱۹۹۲), رمان‌نویس
- ژان ژیرودو (۱۸۸۲–۱۹۴۴), نمایش‌نامه‌نویس، سرباز، و سیاستمدار
- Anna Gould (1878–1961), socialite, دختر سرمایه‌دار Jay Gould
- آنتونیو گوزمان بلانکو (۱۸۲۹–۱۸۹۹), سیاستمدار ونزوئلایی و رئیس‌جمهور
- گابریل هانوتو (۱۸۵۳–۱۹۴۴), سیاستمدار و تاریخ‌نگار
- Paul Hervieu (۱۸۵۷–۱۹۱۵), نمایشنامه‌نویس و رمان‌نویس
- غلامحسین جهانشاهی (۱۹۲۰–۲۰۰۵), اقتصاددان، سیاستمدار ایرانی
- ژاک ایبر (۱۸۹۰–۱۹۶۲), آهنگساز
- پل لاندوفسکی (۱۸۷۵–۱۹۶۱), معمار و مجسمه‌ساز
- هکتور لفوئل (۱۸۱۰–۱۸۸۰), معمار پرتره‌های مهم کاخ لوور[۱]
- Georges Mandel (۱۸۸۵–۱۹۴۴), سیاستمدار، مقاومت فرانسه در طی جنگ جهانی دوم
- ادوار مانه (۱۸۳۲–۱۸۸۳), واقع‌گرایی (هنر) و امپرسیونیسم نقاش
- André Messager (۱۸۵۳–۱۹۲۹), آهنگساز و رهبر ارکستر
- آلکساندر میلران (۱۸۵۹–۱۹۴۳), رئیس‌جمهور فرانسه
- اکتاو میربو (۱۸۴۸–۱۹۱۷), آنارشیست، منتقد ادبی، و رمان‌نویس
- برت موریسو (۱۸۴۱–۱۸۹۵), امپرسیونیسم نقاش
- تغرول نریمان‌بیگوف (۱۹۳۰–۲۰۱۳), نقاش آذری
- Joseph O'Kelly (1828–1885), Henri O'Kelly sr. (۱۸۵۹–۱۹۳۸), و Henri O'Kelly jr. (1881–1922), Franco-Irish آهنگسازان و نوازنده
- لیلا پهلوی (۱۹۷۰–۲۰۰۱), شاهدخت لیلا ایران، آخرین دختر محمدرضا شاه پهلوی و فرح پهلوی
- گبریل رژان (۱۸۵۶–۱۹۲۰), هنرپیشه زن
- مدلن رنو (۱۹۰۰–۱۹۹۴), هنرپیشه زن؛ به همراه همسرش، هنرپیشه مرد و کارگردان ژان لویی بارو به خاک سپرده شده‌است
- Marcel Renault (۱۸۷۲–۱۹۰۳), صنعتگر، راننده ماشین مسابقه‌ای، co-founder of شرکت موتور رنو
- موریس روستان (۱۸۹۱–۱۹۶۸), نمایش‌نامه‌نویس
- Constantin Rozanoff (۱۹۰۵–۱۹۵۴), کلنل، خلبان آزمایشی
- Haroun Tazieff (۱۹۱۴–۱۹۹۸), آتشفشان‌شناس
- رنه ویوین (۱۸۷۷–۱۹۰۹), نویسنده، شاعر
- پرل وایت (۱۸۸۹–۱۹۳۸), ستاره فیلم صامت آمریکایی، famous for doing her own stunts in her serials The Perils of Pauline
- Jean-Pierre Wimille (۱۹۰۸–۱۹۴۹), راننده ماشین مسابقه‌ای گرند پریکس
- ژاک گرلن (1874-1963), Certainly the greatest perfume creator from the famous House «گرلن» in Paris.
- ناتالی کلیفورد بارنی (۱۸۷۶–۱۹۷۲), مؤلف برجسته، salonist و lesbian socialite of the دوران زیبا.

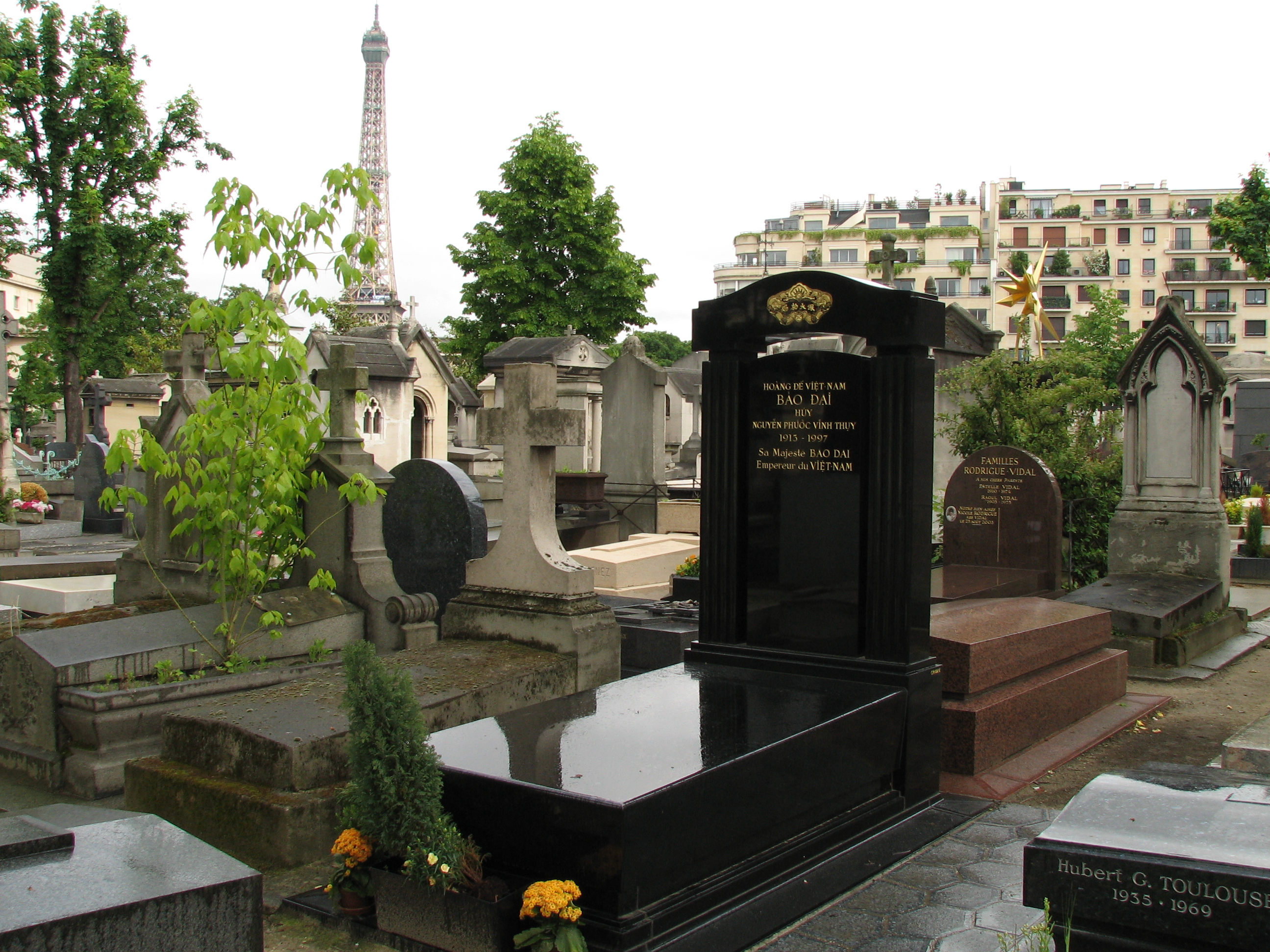
آرامگاه بائو دای،  واپیشین امپراتور ویتنام
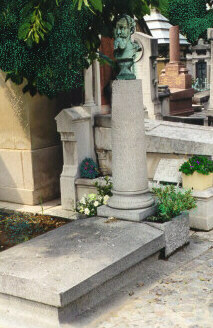
آرامگاه ادوار مانه
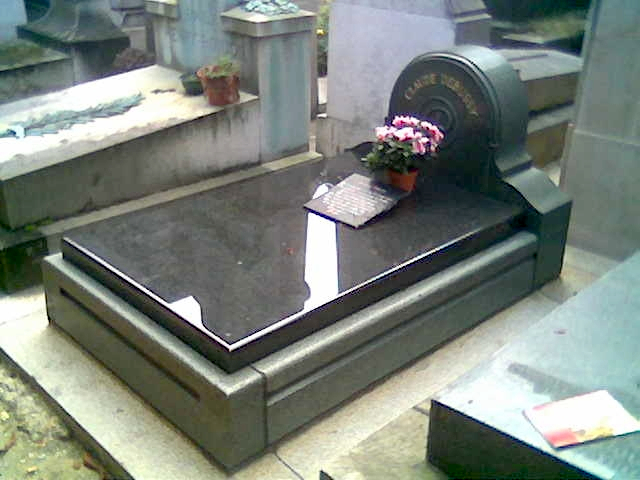
آرامگاه کلود دبوسی
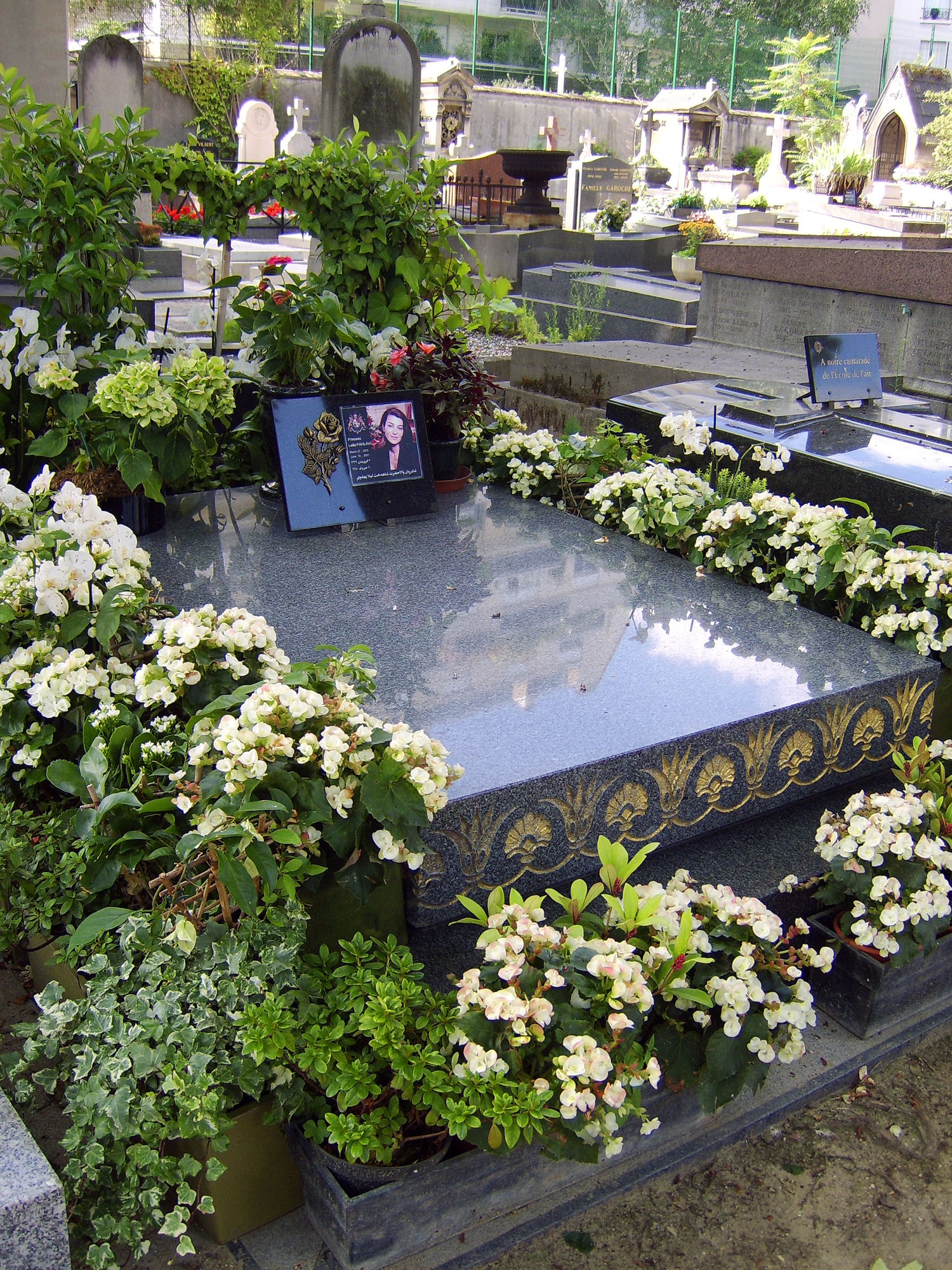
آرامگاه لیلا پهلوی
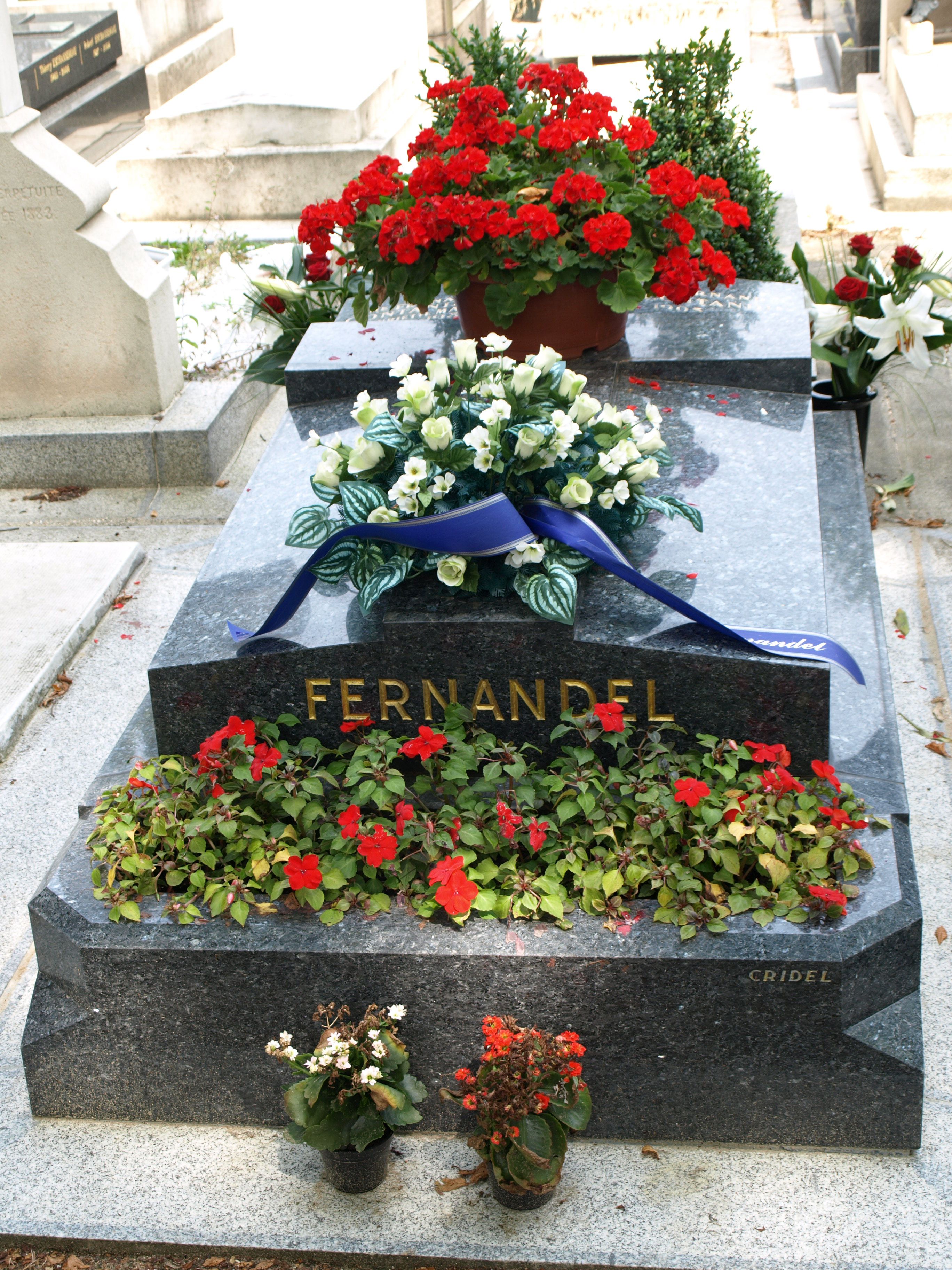
Grave monument of Fernandel

## نگارخانه

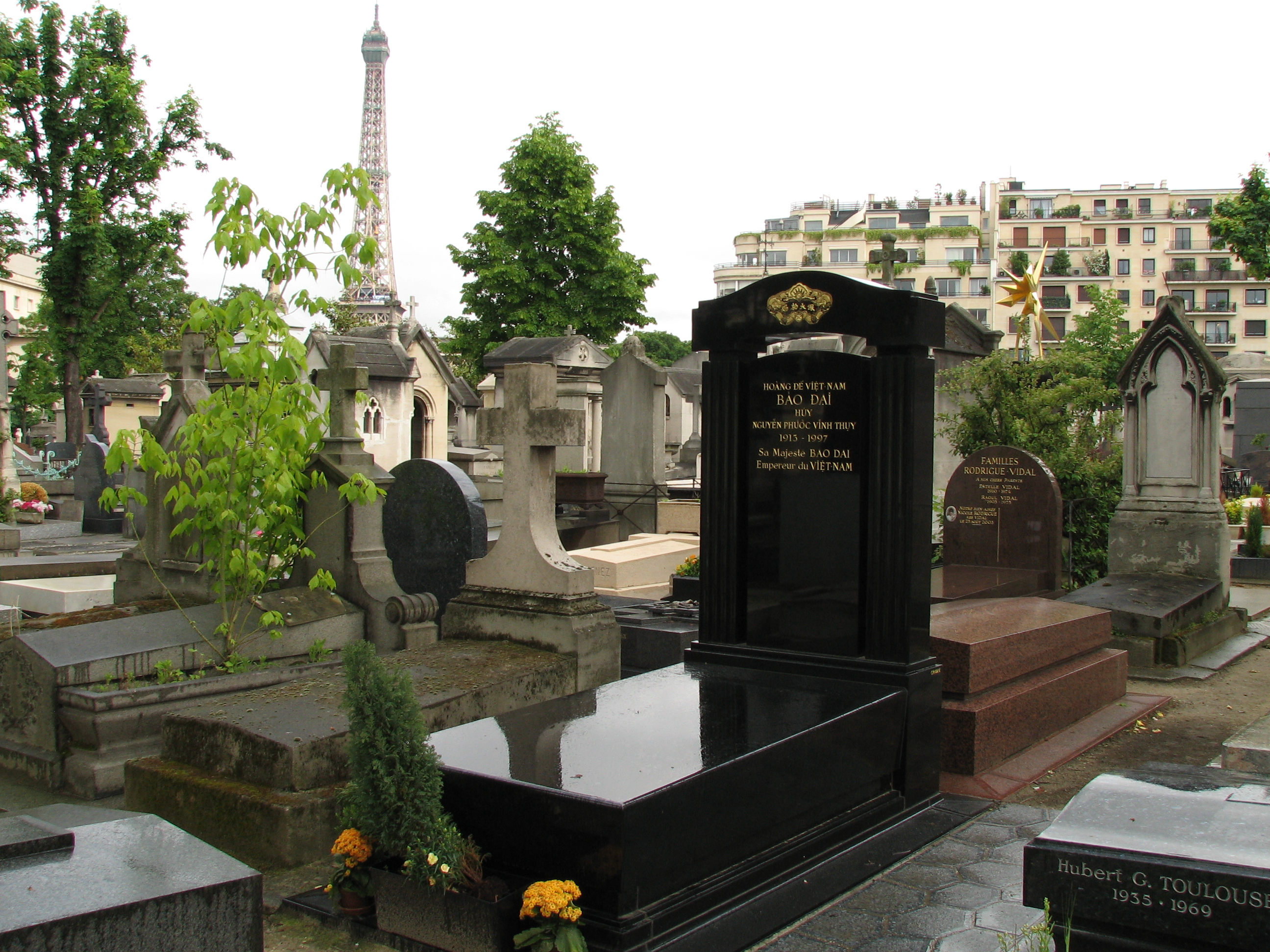
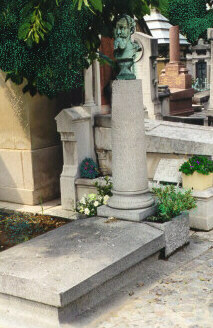
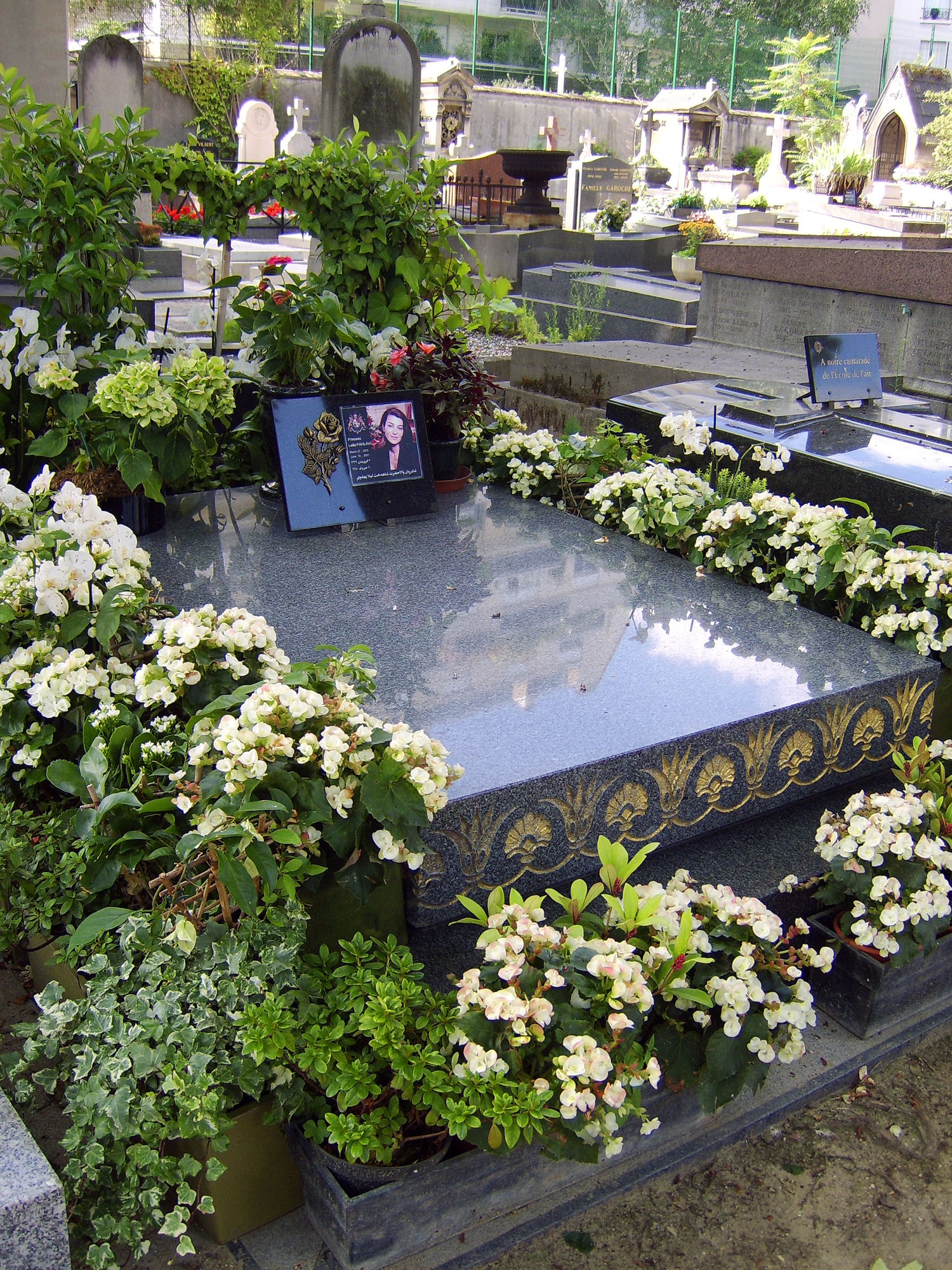